# Người Flemish
Người Flemish (tiếng Hà Lan: Vlamingen [ˈvlaːmɪŋə(n)] ⓘ) hay còn được gọi là người Vlaanderen là một sắc tộc German có nguồn gốc từ Vlaanderen, Bỉ, nói Tiếng Hà Lan. Người Flemish chiếm phần lớn dân số Bỉ, khoảng 60%.
"Flemish" trong lịch sử là một thuật ngữ địa lý, vì đó là tất cả cư dân của hạt Vlaanderen thời trung cổ ở Bỉ, Pháp và Hà Lan ngày nay được gọi là "người Flemish", bất kể sắc tộc hoặc ngôn ngữ của họ. Vùng Vlaanderen hiện đại bao gồm một phần của quận lịch sử này, cũng như các phần của công quốc thời trung cổ Brabant và hạt Loon thời trung cổ, nơi bản sắc và văn hóa dân tộc hiện đại dần hình thành.